# Richard Kirwan
Pour les articles homonymes, voir Kirwan.
Richard Kirwan, né le 1er août 1733 à Clough Ballymore (comté de Galway) et mort le 22 juin 1812, est un scientifique irlandais.

## Biographie
Il passe une partie de sa jeunesse à l'étranger. En 1754, il commence son noviciat jésuite à Saint-Omer ou à Hesdin mais retourne en Irlande l'année suivante lorsqu'il devient chef de famille après la mort de son frère dans un duel. En 1776, après s'être conformé deux ans plus tôt à la religion établie, il est appelé au barreau d'Irlande. Il abandonne cette position en 1768 en faveur de la recherche scientifique. Durant les 19 années suivantes, il vit principalement à Londres, cherchant la société de scientifiques. Il correspond aussi avec de nombreux savants sur le continent européen, sa connaissance de plusieurs langues lui facilitant le contact. Ses expériences sur la gravité spécifique et la force d'attraction  de diverses substances salines ont contribué substantiellement aux méthodes de la chimie analytique. Ces travaux sont récompensés par la Royal Society qui lui décerne la médaille Copley en 1782 puis l'accueille parmi ses membres en 1780. En 1784, il s'engage avec Henry Cavendish dans une controverse à propos des expériences de ce dernier sur l'air.
En 1787, il déménage à Dublin où 4 ans plus tard il devient président de la toute jeune académie royale d'Irlande. Il contribue à 38 mémoires publiés par cette société savante, traitant de météorologie, de chimie théorique et appliquée, de géologie, de magnétisme et de philologie. Un de ces mémoires sur l'état primitif du globe et son évolution l'entraîne dans une dispute avec les tenants des théories de James Hutton. Son travail en géologie est miné par sa croyance implicite d'un déluge universel.
Il est un des derniers supporters en Angleterre de l'hypothèse du phlogistique, sur lequel il écrit Essay on Phlogiston and the Constitution of Acids -- Essai sur le Phlogistique et la constitution des acides en 1787, identifiant le phlogistique avec l'hydrogène. Cet essai, traduit par madame Lavoisier, sera publié en français additionné de notes critiques de Lavoisier et de certains de ses collaborateurs. Face au succès de cette version française, Kirwan essaie de réfuter leurs arguments mais est contraint finalement de se convertir, comme tous les chimistes européens, aux idées nouvelles.
Ses autres livres incluent Elements of Mineralogy (1784), qui est le premier travail systématique sur ce sujet en anglais et qui reste longtemps un standard ; An Estimate of the Temperature of Different Latitudes (1787) ; Essay of the Analysis of Mineral Waters (1799), et Geological Essays (1799). Dans ses dernières années, il se tourne vers des questions philosophiques, écrit un papier sur la liberté humaine, un traité sur la logique en 1807 et un volume d'essais métaphysiques en 1811. Il meurt à Dublin en 1812.

## Espèces minérales décrites
- actinote 1794 (synonyme d'actinolite)
- argillomurite (synonyme de magnésite)
- mellilite (synonyme de mellite)
- muricalcite (synonyme de dolomite) [1]
- prasium (synonyme de quartz prase)[2]
- sidérocalcite (synonyme de brossite)
- titanite en 1796 (synonyme de rutile) (ne pas confondre avec l'espèce titanite)